# Rise (bài hát của Katy Perry)
"Rise" (tạm dịch: "Bừng lên") là một bài hát của ca sĩ người Mỹ Katy Perry. Cô đồng sáng tác bài hát với Savan Kotecha và nhà sản xuất Max Martin và Ali Payami. Capitol Records lần đầu tiên phát hành nó vào ngày 14 tháng 7 năm 2016, dưới dạng đĩa đơn độc lập và là đĩa đơn đầu tiên của Katy Perry trong gần hai năm. "Rise" là một bài hát điện tử giữa tiết tấu với chủ đề trữ tình về chiến thắng và vượt lên trên các đối thủ. Sau khi một video quảng cáo mang tên Olympics được phát hành vào ngày hôm sau, một video âm nhạc chính thức đã ra mắt vào ngày 4 tháng 8 năm 2016.
Về mặt thương mại, bài hát đạt vị trí số một tại Úc, lọt top 10 ở Cộng hòa Séc, Pháp, Hungary, Scotland và Tây Ban Nha, top 20 ở Argentina, Canada, Lebanon, Thụy Sĩ và Hoa Kỳ và top 30 ở Áo, New Zealand và Vương quốc Liên hiệp Anh và Bắc Ireland.

## Sản xuất và phát hành
NBC Sports đã thông báo khi phát hành "Rise" rằng nó sẽ được xuất hiện nổi bật trong thời gian phát sóng trên truyền hình Mỹ về Thế vận hội mùa hè 2016. Perry tuyên bố rằng ca khúc này là "một bài hát đã được sản xuất trong tôi trong nhiều năm, cuối cùng đã xuất hiện" và muốn phát hành nó dưới dạng một ca khúc độc lập thay vì đưa nó vào album "bởi vì hơn bao giờ hết, có một nhu cầu cho thế giới của chúng ta để đoàn kết ". Một nửa bài hát trước đây đã được viết trước Thế vận hội, nhưng chưa hoàn thành vì cô cảm thấy "nó không được phát hành đúng". Perry thêm vào: 
 Tôi không thể nghĩ ra một ví dụ nào tốt hơn các vận động viên Olympic, khi họ tập hợp ở Rio với sức mạnh và sự không sợ hãi của họ, để nhắc nhở chúng ta làm thế nào chúng ta có thể đến với nhau, với quyết tâm là tốt nhất có thể. Tôi hy vọng bài hát này có thể truyền cảm hứng cho chúng tôi để chữa lành, đoàn kết và cùng nhau vươn lên. Tôi rất vinh dự rằng Thế vận hội NBC đã chọn sử dụng 'Rise' như một bài quốc ca trước và trong Thế vận hội Rio. 
 NBC cảm thấy thông điệp của mình đã nói "trực tiếp với tinh thần của Thế vận hội và các vận động viên" cho các chủ đề truyền cảm hứng của nó. Nó được phát hành dưới dạng đĩa đơn vào ngày 14 tháng 7 năm 2016, phát trực tuyến trên Apple Music và tải xuống trên iTunes.

## Giai điệu
Bài hát được viết theo thể loại nhạc điện tử nhịp độ trung, dài ba phút hai mươi ba giây. Nó được viết bằng khóa của E ♭ nhỏ với nhịp độ thời gian chung là 101,5 nhịp mỗi phút. Giọng hát Perry trải rộng từ C ♯ 4 E ♭ 5 trong bài hát.

## Đánh giá
Daniel Kreps của Rolling Stone đã mô tả bài hát này là "phần tiếp theo điện" cho " Roar ". Marissa Payne từ The Washington Post đã viết: "Chắc chắn, đó là một chút kẹt chậm, nhưng lời bài hát nâng cao cho 'Rise' là khá vững chắc."  Bài hát nhận được phản hồi trái chiều từ The New York Times báo ' Jon Pareles, Bến Ratliff và Jon Caramanica người coi là bài hát 'khập khiễng', viết họ cảm thấy 'psyched' và 'không thoải mái'. Nó nhận được điểm trung bình 5,7 / 10 từ các nhà phê bình của Idolator. Kevin O'Donell của Entertainment Weekly đã cho bài hát B +.
Chris Ingalls từ Pop Matters đã mô tả bản chất của bài hát là một "sự truyền tải cảm xúc" và cảm thấy nó hoạt động tốt cho Thế vận hội. Clarisse Loughrey từ The Independent coi đó là "chế độ giai điệu quyền lực".

## Trên các bảng xếp hạng
Tại Hoa Kỳ, "Rise" đã ra mắt và đạt vị trí thứ 11 trên Billboard Hot 100, cho bảng xếp hạng ngày 6 tháng 8 năm 2016.

## Quảng bá và video âm nhạc

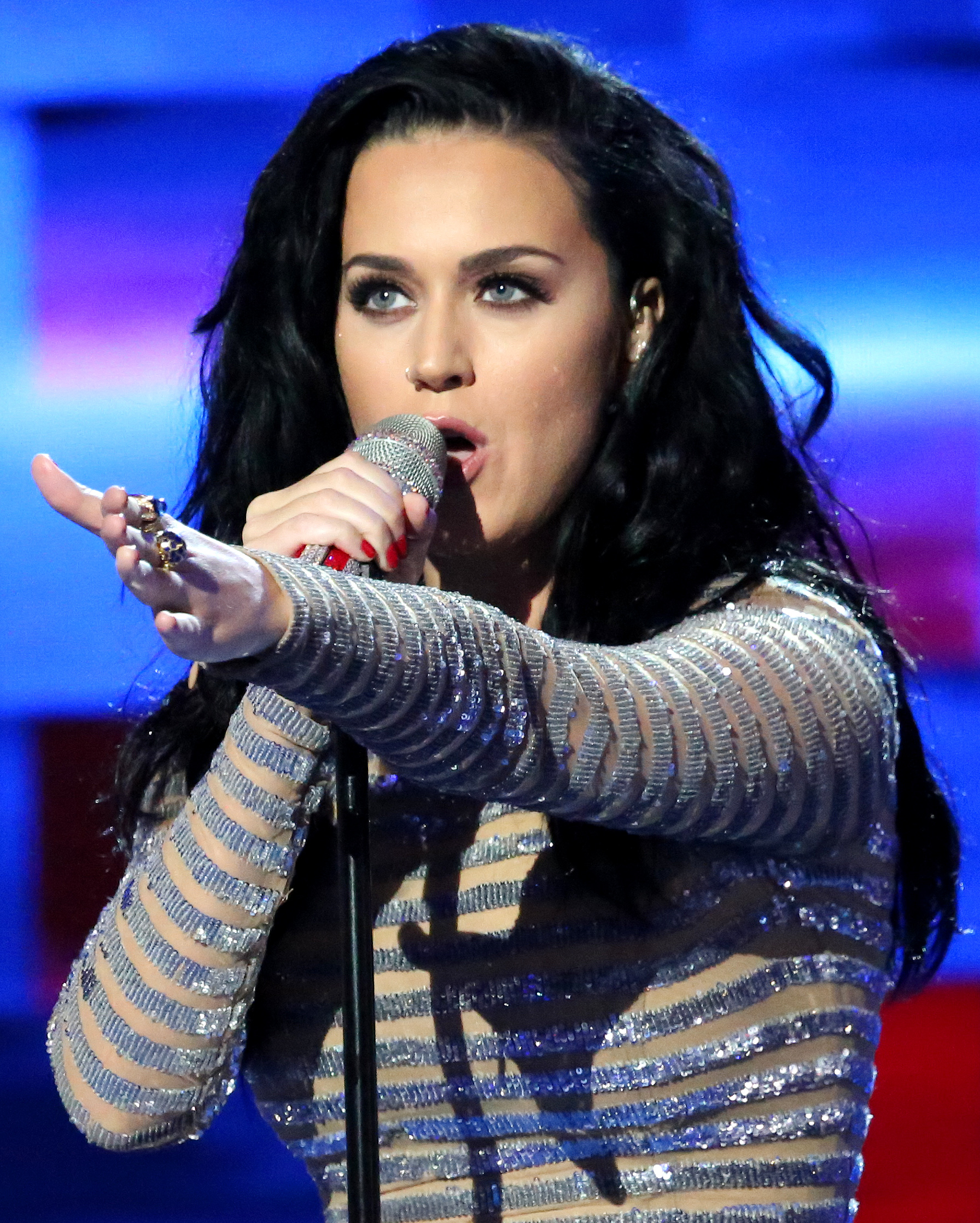
Perry biểu diễn "Rise" tại Hội nghị Quốc gia Dân chủ 2016.

Một video quảng cáo của đạo diễn Joseph Lee đã được phát hành vào ngày 15 tháng 7 năm 2016, có cảnh các vận động viên từ Thế vận hội trước đây. Daniel Kreps của Rolling Stone đã viết rằng video là "một đoạn phim hấp dẫn về những khoảnh khắc đáng nhớ và các vận động viên từ quá khứ của Thế vận hội". Gil Kaufman ' Billboard ' gọi video này là "truyền cảm hứng", nói rằng nó có "sức mạnh siêu sao" với sự hiện diện của các vận động viên nổi tiếng. Nhà báo chuyên mục của Bleacher Report, Vanessa de Beaumont, đã mô tả nó như là một "cống nạp di động". Nhà văn AV Club Esther Zuckerman cảm thấy rằng video "cực kỳ ngô nghê, nhưng hiệu quả đáng ngạc nhiên". Matt Miller, người đóng góp cho Esquire đã ca ngợi nó là "hoàn hảo" vì có "Những bức ảnh đẹp, càn quét của Brazil là HD AF".
Perry sau đó đã phát hành một đoạn teaser của video âm nhạc chính thức vào ngày 22 tháng 7 năm 2016, cho thấy ca sĩ nhảy dù xuống một vùng nước giữa sa mạc. Một lời trêu ghẹo thứ hai đã được phát hành vào ngày 1 tháng 8, và cũng có Perry sử dụng một chiếc dù, và tiết lộ rằng video sẽ được phát hành ba ngày sau đó. Paul Gore đã đạo diễn video, được phát hành vào ngày 4 tháng 8 và được giới thiệu trong Chương trình xem trước Thế vận hội Rio của NBC cùng ngày. Đoạn video được quay tại Công viên bang Snow Canyon và Công viên bang Sand Hollow ở Utah. Nó cho thấy Perry đang vật lộn để đưa chiếc dù của mình bay khi đi qua hẻm núi và nước. Mike Wass từ Idolator đã cho video một đánh giá tích cực, nói rằng "việc thực hiện là hoàn hảo".
Vào ngày 28 tháng 7 năm 2016, Perry đã biểu diễn "Rise" trực tiếp tại Hội nghị Quốc gia Dân chủ 2016. Sau đó, cô lại trình diễn bài hát lần thứ hai vào tháng 10 năm 2019 tại Silence The Voice.

## Danh sách bài hát
- Tải xuống kỹ thuật số [6]

1. "Rise"   - 3:23

- Tải xuống kỹ thuật số (Bản phối) [24]

1. "Rise" (Purity Ring Remix)   - 3:32
2. "Rise" (Monsieur Adi Radio Edit)   - 4:01
3. "Rise" (TĀLĀRemix)   - 3:18

- Đĩa đơn tiếng Đức [25]

1. "Rise"   - 3:23
2. "Rise" (Instrumental)   - 3:23

## Sản xuất
- Katy Perry - giọng ca chính, giọng hát phụ, nhạc sĩ
- Max Martin - nhà sản xuất, nhạc sĩ, hát lại, lập trình, dây, kèn
- Ali Payami - nhà sản xuất, nhạc sĩ, trống, bass điện, guitar, còi, bàn phím, bộ gõ, lập trình, dây
- Savan Kotecha - nhạc sĩ
- Sam Holland - kỹ sư thu âm
- Jeremy Lertola - trợ lý kỹ sư thu âm
- Cory Bice - trợ lý kỹ sư thu âm
- Serban Ghenea - máy trộn
- John Hanes - kỹ sư trộn

## Xếp hạng
| Chart (2016)                                    | Peak position |
| ----------------------------------------------- | ------------- |
| Argentina (Monitor Latino)                      | 11            |
| Úc (ARIA)                                       | 1             |
| Áo (Ö3 Austria Top 40)                          | 23            |
| Bỉ (Ultratip Flanders)                          | 2             |
| Bỉ (Ultratip Wallonia)                          | 12            |
| Canada (Canadian Hot 100)                       | 13            |
| Canada AC (Billboard)                           | 15            |
| Canada CHR/Top 40 (Billboard)                   | 37            |
| Canada Hot AC (Billboard)                       | 18            |
| Cộng hòa Séc (Rádio Top 100)                    | 7             |
| Cộng hòa Séc (Singles Digitál Top 100)          | 46            |
| Euro Digital Songs (Billboard)                  | 8             |
| Phần Lan Download (Latauslista)                 | 1             |
| Pháp (SNEP)                                     | 3             |
| Trường songid là BẮT BUỘC CHO BẢNG XẾP HẠNG ĐỨC | 39            |
| Hungary (Rádiós Top 40)                         | 21            |
| Hungary (Single Top 40)                         | 8             |
| Ireland (IRMA)                                  | 56            |
| Italy (FIMI)                                    | 51            |
| Luxembourg Digital Songs (Billboard)            | 7             |
| Hà Lan (Dutch Top 40)                           | 34            |
| Hà Lan (Single Top 100)                         | 95            |
| New Zealand (Recorded Music NZ)                 | 26            |
| Bồ Đào Nha (AFP)                                | 84            |
| Scotland (OCC)                                  | 3             |
| Slovakia (Rádio Top 100)                        | 41            |
| Slovakia (Singles Digitál Top 100)              | 46            |
| Slovenia (SloTop50)                             | 47            |
| Tây Ban Nha (PROMUSICAE)                        | 8             |
| Sweden Heatseeker (Sverigetopplistan)           | 11            |
| Thụy Sĩ (Schweizer Hitparade)                   | 15            |
| Anh Quốc (OCC)                                  | 25            |
| Hoa Kỳ Billboard Hot 100                        | 11            |
| Hoa Kỳ Adult Contemporary (Billboard)           | 12            |
| Hoa Kỳ Adult Pop Airplay (Billboard)            | 12            |
| Hoa Kỳ Dance Club Songs (Billboard)             | 1             |
| Hoa Kỳ Pop Airplay (Billboard)                  | 23            |

| Chart (2016)                      | Position |
| --------------------------------- | -------- |
| US Adult Contemporary (Billboard) | 39       |
| US Dance Club Songs (Billboard)   | 45       |

## Chứng nhận
| Quốc gia                                                                           | Chứng nhận | Số đơn vị/doanh số chứng nhận |
| ---------------------------------------------------------------------------------- | ---------- | ----------------------------- |
| Úc (ARIA)                                                                          | Gold       | 35.000‡                       |
| Ý (FIMI)                                                                           | Gold       | 25.000‡                       |
| Hoa Kỳ (RIAA)                                                                      | Platinum   | 1.000.000‡                    |
| * Chứng nhận dựa theo doanh số tiêu thụ. ^ Chứng nhận dựa theo doanh số nhập hàng. |            |                               |

## Lịch sử phát hành
| Khu vực        | Ngày                     | định dạng                  | Phiên bản | Nhãn            | Ref.        |
| -------------- | ------------------------ | -------------------------- | --------- | --------------- | ----------- |
| Nhiều quốc gia | Ngày 14 tháng 7 năm 2016 | Digital download streaming | Bản gốc   | Capitol         | [ 5 ] [ 6 ] |
| Ý              | Ngày 15 tháng 7 năm 2016 | Đài phát thanh đương đại   | Bản gốc   | Universal Music | [ 67 ]      |
| Hoa Kỳ         | Ngày 18 tháng 7 năm 2016 | Người lớn đương đại        | Bản gốc   | Capitol         | [ 68 ]      |
| Hoa Kỳ         | Ngày 19 tháng 7 năm 2016 | Đài phát thanh đương đại   | Bản gốc   | Capitol         | [ 69 ]      |
| Đức            | Ngày 12 tháng 8 năm 2016 | Đĩa đơn CD                 | Bản gốc   | Capitol         | [ 25 ]      |
| Nhiều quốc gia | Ngày 26 tháng 8 năm 2016 | Tải xuống kỹ thuật số      | Bản phối  | Capitol         | [ 24 ]      |